# České Budějovice
České Budějovice (németül Budweis) Csehország déli részén épült. Gyakran nevezik „Dél-Csehország fővárosának”.

## Fekvése
Csehország déli részén, a Moldva folyó egyik völgyének a központjában van, ahol a Moldva találkozik a Malše folyóval.

## Története
A várost II. Ottokár cseh király egyik lovagja, Hirzo alapította Csehországban 1265-ben.
Hagyományosan főleg katolikusok lakják. Az eredetileg szinte tisztán németek lakta városban az iparosítása alatt a cseh etnikum került többségbe. A német kisebbség a 2. világháború utáni kitelepítés után is jelentős maradt.[forrás?]Ez nem helytálló, 1946-ra nem maradt német a városban. Minden német feliratot,emléket eltűntettek. A temető egy része idézi a 45 előtti világot! Az építészet idézi a régmultat, de minden szürkének, sablonosnak tűnik.

## Sörgyártása

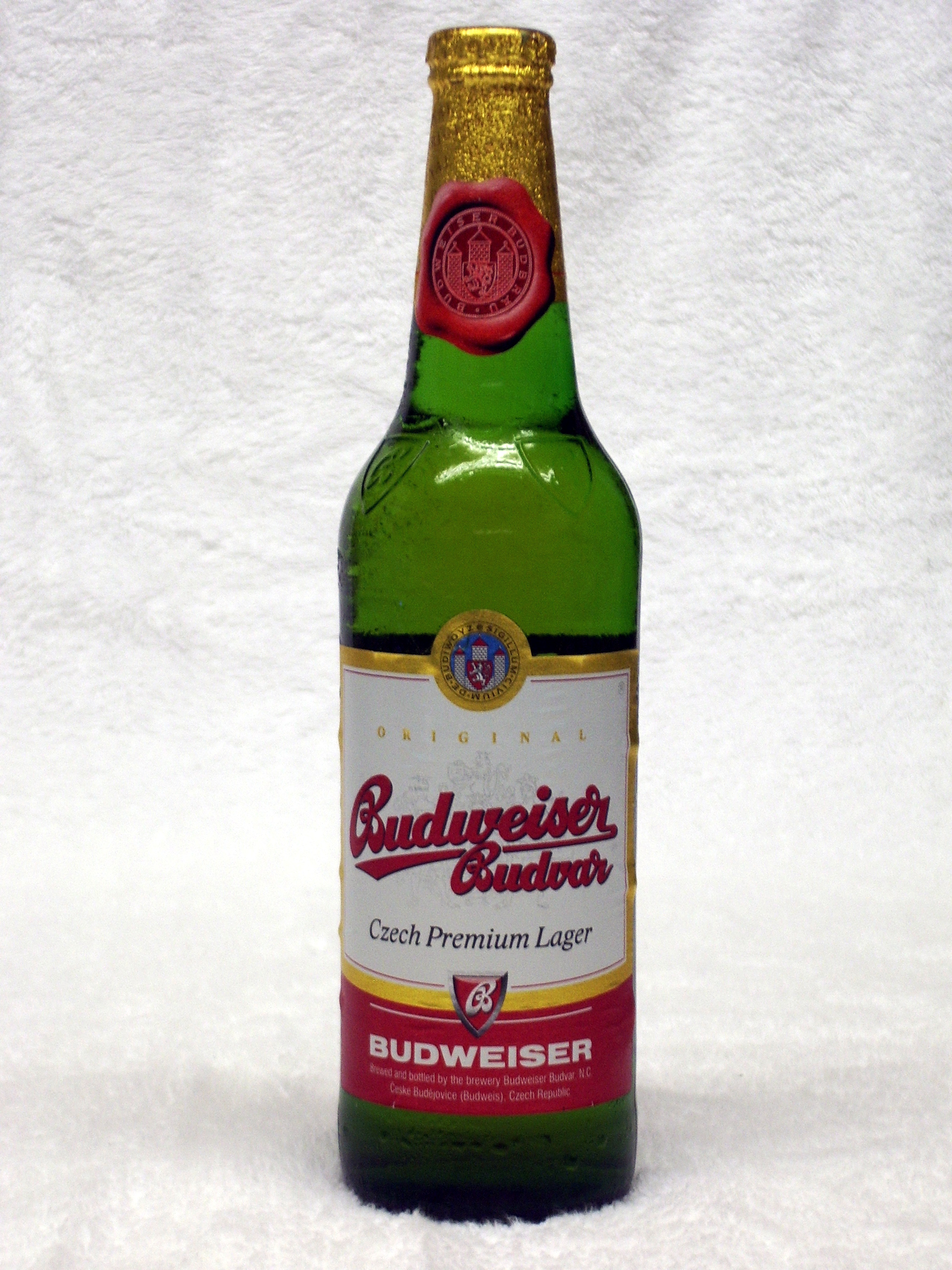
Egy palack Budweiser Budvar

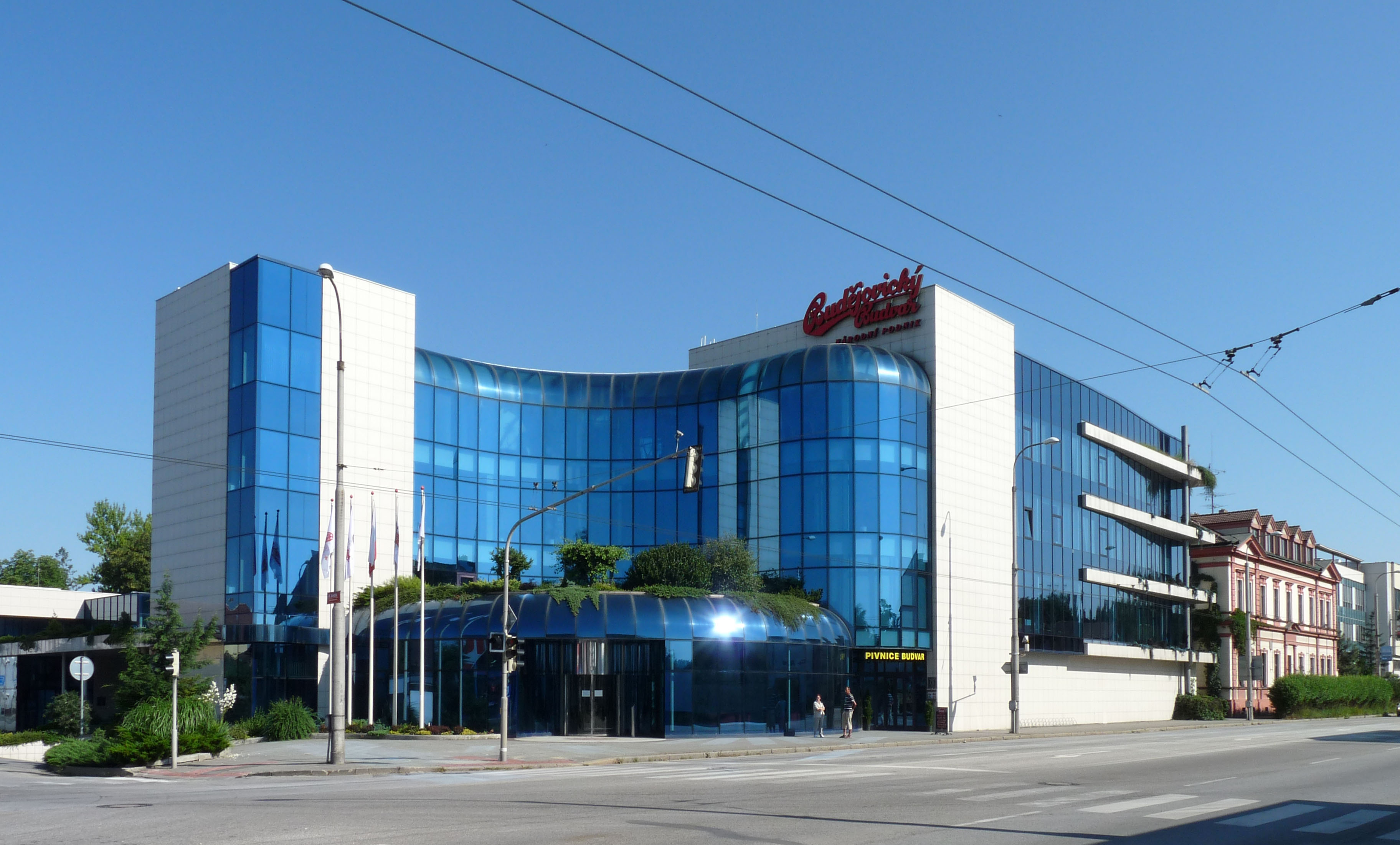
A Budvar sörgyár České Budějovicéban

České Budějovice régóta ismert a jó söréről, amit a 13. század óta főznek.
Az új településnek a király már 1265-ben megadta a polgári sörfőzés jogát. A következő évszázadokban fokozatosan növelte hírnevét; termékeit messze földre szállították. I. Ferdinánd a városi tanács tiltakozásának fittyet hányva az augsburgi császári udvar serfőzdéjébe rendelte a leghíresebb budéjovicei mestert, hogy ott folytassa pályafutását.
A korszerű, a korábbinál jóval nagyobb kapacitású sörgyárban 1885. október 7-én csapolták az első sört; az üzem első évében összesen több mint 51 000 hektoliterrel. Az első főzőmester, a Budweiser Budvar márka megalapozója Antonín Holaček volt.A legnagyobb serfőzde, amit 1895-ben alapítottak: a Budějovický Pivovar (Budvar).
Fő termékei:
- Az eredeti Budweiser Budvar egy 5 % alkoholtartalmú cseh lager típusú sör.
- A barna Budweiser Budvar egy 4,7 % alkoholtartalmú barna lager típusú sör (tmavý ležak, „dark lager”).[3]

A vállalat a cseh állami függetlenség egyfajta jelképe, és ezért nem privatizálták: máig állami tulajdon.

## Látnivalói
- Szent Miklós-székesegyház, a České Budějovice-i egyházmegye székesegyháza;
- Fekete torony,
- Sámson-kút

## Híres szülöttei
- Jan Palouš (1888. október 25-én) olimpiai bronzérmes, többszörös Európa-bajnok cseh nemzetiségű csehszlovák jégkorongozó
- Vladimír Remek (1948. szeptember 26-án) csehszlovák űrhajós
- Vladimíra Uhlířová (1978. május 4-én) cseh hivatásos teniszezőnő
- David Lafata (1981. szeptember 18-án) cseh válogatott labdarúgó

## Népessége
A település népessége az elmúlt években az alábbi módon változott:
| Lakosok száma | 17 413 | 45 524 | 57 557 | 64 785 | 90 415 | 93 253 | 93 470 | 94 463 | 93 426 | 97 231 |
|               | 1869   | 1900   | 1921   | 1961   | 1980   | 2014   | 2017   | 2020   | 2022   | 2025   |

## Testvérvárosai
| - Linz, Ausztria - Passau, Németország - Suhl, Németország |  | - Lorient, Franciaország - Nyitra, Szlovákia - Homel, Fehéroroszország |